# Оптико-мнестическая афазия
Оптико-мнестическая афазия — один из видов амнестической афазии, при котором нарушается номинативная функция речи (называние предметов) и возможность вызывать по названному слову зрительные представления. Возникает при поражении задних отделов левой височной области на стыке с теменно-затылочными системами (нижние отделы 21-го и 37-го полей на конвекситальной поверхности полушария и задне-нижние отделы 20-го поля на конвекситальной и базальной поверхностях мозга). Больной с амнестической формой афазии не может назвать предмет и изобразить названный предмет при полностью сохранной возможности срисовать его.

## Общие сведения
Впервые оптико-мнестическая афазия была описана А. Р. Лурией. Обозначение предметов требует сохранности не только звукового состава слова, но и связи с образом предмета и возможностью нахождения нужного слова при предъявлении соответствующего образа. В отличие от акустико-мнестической афазии, больным с оптико-мнестической афазией помогает подсказка. Если больному подсказать, например, первую букву слова, то он сможет вспомнить необходимое название.
Оптико-мнестическая афазия возникает при выпадении афферентных звеньев функциональной системы речи. В основе данной формы нарушения речи лежит слабость зрительных образов, их связь с наименованиями. Больные не способны дать четкие описания зрительных образов и поэтому говорят о функциональном назначении предмета: «Ну, это то, чем дверь открывают», «Это то, чем рисуют». При этом гностические расстройства отсутствуют и больные хорошо ориентируются в пространстве и в объектах.

## Нейропсихологическая диагностика
Существуют специальные пробы для диагностики номинативной функции речи. В одних пробах больному предъявляют предметы или их изображения и просят назвать их. В сенсибилизированных (усложненных) условиях предъявляют предметы, названия которых недостаточно упрочены: ступка, ключица, этажерка.
В других пробах просят назвать предмет по его описанию. Например, «Как называется предмет, которым наливают суп?» или «Как называется предмет, с помощью которого поливают цветы?»
Еще одна проба заключается в нахождении общих названий, обозначающих какую-либо категорий. Например, предъявляют множество картинок с разнообразной мебелью: стол, стул, диван, кровать и т. д. Больной должен сказать слово «мебель». Если подсказка помогает, то дефект связан с нарушением связей слов с их зрительными образами, если не помогает — то с звуковой структурой слова.

## Реабилитация
На первых этапах восстановления речи проводится восстановление зрительно-предметных образов и предметной отнесенности слов с помощью изображений и методов классификаций. Больному предлагается изучить картинки с подписями, сопоставить свои части тела с нарисованными на картинках и т. п. На последующих этапах больных просят найти определенных предметы в комнате по названию, выполнить некоторые речевые указания. Завершающие этапы направлены на расширение границ слухоречевой и зрительной памяти, составление рассказов по сюжетным картинкам, пересказ текстов.